# Nabira Esenbaeva
Nabira Esenbaeva (ur. 9 grudnia 1998) – uzbecka zapaśniczka walcząca w stylu wolnym. Zajęła 33. miejsce na mistrzostwach świata w 2019. Siódma na igrzyskach azjatyckich w 2018. Srebrna medalistka mistrzostw Azji w 2018; trzecia w 2019; czwarta w 2020 i piąta w 2017. Wicemistrzyni świata juniorów w 2018. Druga na mistrzostwach Azji juniorów w 2018 i trzecia w 2016 roku.